# Yan Kyaw Htwe
Yan Kyaw Htwe (* 13. Oktober 1995) ist ein myanmarischer Fußballspieler.

## Karriere

### Verein
Yan Kyaw Htwe stand von 2017 bis 2018 bei Zwekapin United unter Vertrag. Wo er vorher gespielt hat, ist unbekannt. Der Verein aus Hpa-an spielte in der ersten Liga des Landes, der Myanmar National League. Für Zwekapin absolvierte er 31 Erstligaspiele und schoss dabei acht Tore. Anfang 2019 wechselte er nach Mawlamyaing zum Ligakonkurrenten Southern Myanmar FC. Hier stand er bis Ende 2020 unter Vertrag. 2021 fand in Myanmar kein Spielbetrieb statt. Im Januar 2022 verpflichtete ihn der Erstligist Ayeyawady United. Am Ende der Saison wurde er mit 14 Toren Torschützenkönig der Liga. Zu Beginn der Saison 2023 wechselte er zum ebenfalls in der ersten Liga spielenden Yangon United.

### Nationalmannschaft
Sein Debüt in der myanmarischen Nationalmannschaft gab Kyaw Htwe am 21. September 2022 in einem Freundschaftsspiel gegen Hongkong. Bei dem 2:0-Erfolg in Hongkong wurde er in der 76. Minute für Win Naing Tun eingewechselt.

## Auszeichnungen
Myanmar National League
- Torschützenkönig: 2022